# Мехмед Джавид бей
Мехмед Джавит бей (на османски турски: محمد جاويد بك) е османски и турски политик. Джавит бей е сабатей, икономист, журналист и водещ политик през последния период на Османската империя. Член на Комитета за единство и прогрес, той заема държавни постове след Младотурската революция в 1908 г. В началото на републиканския период е екзекутиран за участие в опит за убийство на Мустафа Кемал.

## Биография
Роден е в 1875 година в Солун, тогава в Османската империя, днес Гърция в семейството на Наим и Пакизе. Завършва икономика в Истанбул и става банков чиновник, а по-късно учител. По-късно става икономист и редактор на вестник. Връща се в Солун, където работи като директор на търговското училище и се присъединява към младотурския Комитет за единство и прогрес.
След Младотурската революция в 1908 година се занимава с политика. На изборите през 1908 година става представител на Солун в парламента. Привърженик е на икономическия либерализъм. След Контрапреврата в 1909 година е назначен за министър на финансите в кабинета на великия везир Тевфик паша. На изборите през април 1912 година отново става представител на Солун в Османския парламент, чийто мандат продължава до август. В 1914 година отново е министър на финансите. Представя страната в следвоенните финансови преговори в Лондон и Берлин.
В 1921 година се жени за Алие Назлъ, разведена бивша жена на принц. Обвинен е в участие в опит за убийство на Мустафа Кемал. Правителството прави широко разследване на опита за атентат, като го използва за потискане на опозицията. Джавит бей е осъден на смърт и обесен на 26 август 1926 година в Анкара. Писмата, които Джавит бей пише на жена си, са ѝ предадени едва след екзекуцията му. Тя ги публикува в книга, озаглавена Zindandan Mektuplar (Писма от тъмницата).